# 南岭华溪蟹
南岭华溪蟹（学名：Sinopotamon nanlingense）为溪蟹科华溪蟹属的动物。在中国大陆，分布于湖南、广东等地，一般栖息于山溪下游石下。其生存的海拔范围为200至1000米。